# مدرسه کسب‌وکار لندن
مدرسه کسب‌وکار لندن (London Business School) یا به اختصار (LBS) یکی از کالج‌های دانشگاه لندن است که همواره به عنوان یکی از مدارس مدیریت پیشتاز در دنیا شناخته شده‌است. یکی از ویژگی‌های بارز این مدرسه دوره مدیریتی ممتاز MBA آن است که همواره در رده‌بندی‌های MBA به عنوان یکی از پنج دوره برتر در دنیا شناخته می‌شود. بر طبق رده‌بندی مؤسسه تایمز مالی دوره MBA در مدرسه بازرگانی لندن عنوان نخست را در سال ۲۰۰۹ به همراه مدرسه مدیریت وارتون دانشگاه پنسیلوانیا در میان تمام مدارس مدیریت دنیا کسب کرد.
کسب پذیرش از مدرسه کسب‌وکار لندن بسیار رقابتی است و به عقیده بسیاری این مدرسه یکی از رقابتی‌ترین سیستم‌های پذیرش در دنیا را داراست. پیش شرط‌های پذیرش عمدتاً شامل دارا بودن معدل تحصیلی بالا کسب نمره عالی در امتحان GMAT و همچنین دارا بودن سوابق کاری مرتبط می‌باشد. به عنوان نمونه میانگین نمره GMAT برای پذیرفته شدگان رشته فوق لیسانس امور مالی ۶۹۴ و میانه آن (حداقل نیمی از افراد) ۷۰۰ می‌باشد.
دوره‌های مدیریتی شامل دوره‌های MBA تمام وقت دوره‌های EMBA برای مدیران اجرایی فوق لیسانس امور مالی دوره مدیریتی Sloan برای مدیران میانی و ارشد با میانگین سابقه ۸ سال به بالا و دوره Master in Management می‌باشد که نیازی به داشتن سابقه کاری ندارد.
دانشکده کسب‌وکار لندن
| ردیف            | توضحیات          |
| --------------- | ---------------- |
| تأسیس           | ۱۹۶۴             |
| نوع             | عمومی            |
| مبالغ وقف       | ۷۵٫۴ میلیون پوند |
| تعداد دانشجویان | ۲۰۰۰             |
| موقعیت          | انگلیس لندن      |
| رئیس دانشکده    | سر اندرو لکیر من |
| وب سایت         | www.london.edu   |

## تاریخچه
دانشکده کسب‌وکار لندن (LBS)، یک مدرسه کسب و کار بین‌المللی و یکی از کالج‌های اصلی دانشگاه لندن واقع در مرکز لندن کنار پارک regent می‌باشد. این مدرسه برنامه‌های کارشناسی ارشد در امور مالی، مدیریت و گل سرسبد آن‌ها یعنی مدیریت کسب و کار (MBA, EMBA)را رائه می‌دهد و همچنین یک برنامه مشترک مالی و اجرایی با دانشگاه اسلون برای افراد با تجربه و یک برنامه مدیریتی برای افراد با کمتر از یک سال تجربه کار و دوره دکترا و دوره‌های غیر کارشناسی ارشد برای مدیران کسب و کار برگزار می‌کند.
در سال ۱۹۶۴ و بعد از گزارش فرانک و توصیه وی بر دایر کردن دو مدرسه بازرگانی به عنوان بخشی از دانشگاه‌های موجود (دانشگاه بازرگانی لندن و مدرسه بازرگانی منچستر) اما با خودمختاری قابل توجه، مدرسه کسب و کار لندن تأسیس شد. این مدرسه همکاری نزدیکی با دانشگاه لندن و مرکز مدرن زبان کالج کینگز لندن دارد و در سال ۲۰۰۶ شعبه خود را در دبی راه اندازی کرد که برنامه‌های اجرایی آن عبارتند از: MBA و مدیریت اجرایی.
مدرسه LBS در میان مدارس کسب و کار اروپا جز بهترین‌ها بوده‌است و در میان ۱۰ مدرسه برتر جهان قرار دارد. در سال ۲۰۱۱ در رتبه‌بندی مدارس MBA مجله فاینشنال تایمز برای سومین سال متوالی مقام اول را بین مدارس جهان کسب کرد. در سال ۲۰۰۹ این مقام را با مدرسه وارتون دانشگاه پنسیلوانیا تقسیم نمود. فرایند پذیرش دانشگاه بسیار گزینشی است به‌طوری‌که این مدرسه را به یکی از گزینشی‌ترین مدارس تبدیل کرده‌است.
معدل بالا، نمره GMAT خوب، و اعتبار کیفی پیش نیاز پذیرش می‌باشد، نمره GMAT متقاضیان موفق MBA تمام وقت به‌طور متوسط ۷۰۱ بوده‌است.
بیش از ۱۰۰۰ دانشجو از ۱۳۰ کشور مختلف سالانه از مدرسه فارغ‌التحصیل می‌شوند و علاوه بر آن ۳۰۰۰ مدیر اجرایی در برنامه‌های اجرایی دانشگاه هر ساله شرکت می‌کنند.
مدرسه دارای بیش از ۲۸۰۰۰ فارغ‌التحصیل از بیش از ۱۲۰ کشور است که در ۶۵ باشگاه دانش آموختگان سازمان یافته‌اند. مدرسه بازرگانی لندن مجوزهای رسمی از بنیاد اروپایی توسعه مدیریت مدرسه بازرگانی لندن، AACSB دارد.

## برنامه MBA تمام وقت
گل سرسبد مدرسه کارشناسی ارشد برنامه MBA تمام وقت است که ۱۵ تا ۲۱ ماه طول می‌کشد و دانشجویان مجموعه‌ای از دروس مشخص را به اضافه دروس انتخابی از بین ۷۰ درس را انتخاب می‌کنند.
هر گروه آموزشی حدود ۴۰۰ دانشجو و در جمع ۸۰۰ دانشجو در هر دوره آموزش می‌بینند. این دانشجویان به ۵ زیرگروه یعنی حدود ۸۰ نفر در هر مجموعه تقسیم می‌شوند.
از افتخارات مدرسه تنوع بدنه دانشجویی است که از سال ۲۰۰۸ تا ۲۰۱۰، ۳۲۰ دانشجو از ۶۰ کشور مختلف فارغ‌التحصیل شده‌اند و ۲۹٪ آنان را نیز زنان به خود اختصاص داده‌اند یعنی کمتر از ۹٪ از انگلستان و بقیه از سایر کشورها (۲۰٪ از آمریکای شمالی) بوده‌اند. فراتر از آموزش دانشگاهی، مدرسه بر توسعه فردی نیز تأکید دارد مخصوصاً در رابطه با رهبری و آگاهی جهانی که کارگاه‌های آموزشی توسط مشاوران خارجی برگزار می‌شود.
علاوه بر طیف وسیعی از رشته‌های انتخابی در دانشکده بازرگانی لندن، مدرسه دارای شبکه بسیار گسترده‌ای از تبادل دانشجو با سایر مدارس جهان یعنی ۳۲ مدرسه در سراسر دنیا را دارد که هر سال تحصیلی حدود ۱۰۰ دانشجوی مدرسه یک ترم خود را در مدرسه دیگری آموزش می‌بیند.
فارغ التحصیلان مدرسه کسب و کار لندن، بعد از فارغ‌التحصیلی در طیف گسترده‌ای از زمینه‌های حرفه‌ای همانند بخش‌های صنعتی، امورمالی، مشاوره‌ای در سراسر جهان استخدام می‌شوند.

## رده‌بندی MBA
رتبه ۱ جهانی توسط تایمز مالی (سال‌های ۲۰۰۹ تا ۲۰۱۱)
رتبه ۲ اروپا توسط QS
رتبه ۵ جهانی توسط بیزنس ویک سال ۲۰۱۰
رتبه ۱ جهانی (منهای دانشگاه‌های آمریکایی) توسط فوربز سال ۲۰۰۹
رتبه ۲ جهانی توسط سی ان ان در سال ۲۰۱۱
رتبه ۱۹ جهانی توسط اکونومیست در سال ۲۰۱۰
برنامه تبادل بین‌المللی دانشجویی
برنامه MBA مدرسه کسب‌وکار لندن یکی از بزرگترین برنامه‌های تبادل دانشجویی را دارد و هر سال ۳۵٪ دانشجویان یک ترم خود را در خارج از مدرسه و در یکی از مدارس ذیل میهمان می‌شوند. مدرسه بوث، شیکاگو، وارتون، اندرسون، اسلون، تاک، کلمبیا، کلاگ یا مدرسه هندی کسب و کار.

## علل انتخاب برنامه MBA مدرسه لندن
- داشتن دانشجو از بیش از ۱۲۰ کشور جهان در مدرسه و یادگیری و آشنایی با فرهنگ جهانی و استفاده از فرصت‌های بی‌نظیر شبکه‌های مدرسه با داشتن بیش از ۳۱۵۰۰ فارغ‌التحصیل از بیش از ۱۳۰ کشور جهان
- تشویق و تقویت پیوندهای بین‌المللی از طریق تبادل دانشجو
- قرار گرفتن در قلب مرکز تجاری و مالی یکی از بهترین شهرهای جهان (وجود قدرتمندترین مراکز کسب و کار در جهان، بانک‌های بین‌المللی، شرکت‌های مشاوره‌ای و رابطه خوب دانشگاه و صنعت، قرار گرفتن در قلب کارآفرینی جهان)

## مزایای این برنامه برای شما
یکپارچه‌سازی دانش و دریافت حس عملی از اجرا و حرفه.
استفاده از خدمات متنوع و حرفه‌ای تیم دانشگاه از قبیل امور مالی، مشاوره و متخصصان صنعت،
کارآفرینان، فارغ التحصیلان و مربیان حرفهٔ برای توسعه مهارت در شرایط امروز جهانی.
تأثیر این برنامه بر شغل شما
با ایجاد روابط با کارفرمایان این موقعیت در اختیار شما قرار می‌گیرد تا مسیر شغلی جدید خود را با بدست آوردن مزایای رقابتی انتخاب کنید و به پیش ببرید.
نیازمندی‌های برنامه عبارتند از مدرک زبان، GMAT و نامه‌های انشایی و همچین تجربه کاری.

## برنامه‌های اجرایی MBA
مدرسه چهار برنامه پاره وقت اجرایی، که بین ۱۶ تا ۲۰ ماه طول می‌کشد ارائه می‌دهد. در سطح آکادمیک، درجات برنامه‌های اجرایی و MBA تمام وقت یکسان است و برنامه‌های این دوره‌ها شبیه یکدیگر می‌باشد که شامل دوره‌های بین‌المللی یکسان، کار اجرایی یکسان و دروس انتخابی مشابه می‌باشد و هر دو دوره با ارائه یک پروژه یا گزارش مدیریتی به پایان می‌رسد.

## دوره اجرایی لندن
این دوره برای تبدیل مدیران حرفه‌ای میانی به رهبران جهانی کسب و کار با مهارت‌های چند گانه است. این برنامه پایه‌ای محکم برای تمامی زمینه‌های کسب و کار و مدیریت می‌باشد و همچنین دارای انعطاف‌پذیری برای تخصصی شدن نیز می‌باشد. دروس هسته‌ای در روزهای جمعه و شنبه برگزار می‌شود و بعد دانشجویان می‌توانند دروس انتخابی خود را انتخاب کنند این دوره هر سال در ماه ژانویه و سپتامبر شروع می‌شود.

## دروه اجرایی دبی
این برنامه حرفه‌ای برای مدیران و کارافرینان فعال در منطقه «خلیج فارس» می‌باشد هفته اول دوره که در حقیقت بنوعی برای جهت‌گیری دانشجویان می‌باشد در لندن برگزار می‌شود و دانشجویان ۱۰ درس پایه را که در یک بلوک چهار یا پنج روزه در دبی برگزار می‌شود انتخاب می‌کنند بعد از ان دانشجویان دروس انتخابی را که توسط دانشگاه لندن پیشنهاد می‌شود می‌گذرانند و در نهایت ۲ درس انتخابی نهایی در لندن برگزار می‌شود.

## برنامه اجرایی جهانی آمریکایی – اروپایی
بیشتر از ۱۴۰ مدیر در این برنامه مشترک شرکت می‌کنند این برنامه با همراهی دانشگاه کلمبیا برگزار می‌شود و برای مدیرانی طراحی شده که قادر به نشان دادن تجربه مدیریت جهانی می‌باشند. فارغ التحصیلان از هر دو دانشگاه مدرک خود را دریافت می‌کنند برنامه سال اول یک ماژول متناوب بین لندن و نیویورک است و در سال دوم دانشجویان می‌توانند طیف گسترده‌ای از دروس انتخابی مدارس را انتخاب کنند.

## دوره اجرایی آسیا
این دوره با همکاری دانشگاه هونگ کونگ و از سال ۲۰۰۸ شروع شد و برای افرادیست که باید مسوولیت فراملی داشته باشند و بیشتر روی الگوی جهانی کسب و کار متمرکز است.
دوره‌های مشترک کارشناسی ارشد رهبری و استراتژی با دانشگاه اسلون
این همکاری‌ها از سال ۱۹۶۸ طراحی شد و برنامه کارشناسی ارشد برای تربیت کارآفرینان حرفه‌ای و با تجربه جهت تصمیم‌گیری‌های استراتژیک طرح‌ریزی شد. فرایند انتخاب بسیار گزینشی است و باید افراد در حدود ۱۵ سال تجربه مدیریت داشته باشند. این برنامه ۱۲ ماهه است و برای تبدیل مدیران به رهبران مؤثر آینده طراحی شده‌است که باعث افزایش دانش و مهارت‌های افراد در ایجاد یک کسب و کار موفق می‌شود.

## کارشناسی ارشد در امور مالی
کارشناسی ارشد دوره مالی هم تمام وقت و هم پاره وقت می‌باشد و افراد باید تجربه قبلی در امور مالی داشته باشند. مدرسه دانشجویانی تربیت می‌کند که بدنبال مشاغلی در امور تجارت، سهام، مدیریت دارایی، بانکداری و سرمایه‌گذاری هستند.

## کارشناسی ارشد مدیریت
MIM یک مدرک کارشناسی ارشد مدیریت یازده‌ماهه و جهت تربیت دانشجویان با کمتر از یک سال سابقه کاری می‌باشد هدف برنامه تقویت تمام بنیان‌های کاری و مهارت‌های عملی در افراد برای استخدام در رده‌های بالای سازمانی می‌باشد.

## آموزش اجرایی غیررسمی
حدود ۸۰۰۰ نفر از مدیران شرکت‌ها همه ساله در برنامه‌های غیررسمی دانشگاه شرکت می‌کنند. این برنامه‌ها شامل برنامه‌های عمومی مدیریت، استراتژی، رهبری، بازاریابی، منابع انسانی و امور مالی می‌باشد که به دو حوزه اصلی، برنامه‌های باز و برنامه‌های سفارشی تقسیم شده‌است.
مدرسه بازرگانی برنامه‌های باز را برای افراد در مدیریت عمومی، استراتژی، رهبری، بازاریابی، منابع انسانی و امور مالی ارائه می‌دهد و علاوه بر این، مرکز توسعه مدیریت (CMD) بازرگانی لندن برنامه‌های سفارشی سازمان‌ها را آماده می‌کند.

## تحقیقات
هیئت علمی ۱۵۰ نفره دانشگاه از طریق ۱۶ مرکز و نهاد تحقیقاتی کارهای تحقیقاتی خود را پیش می‌برند.

## برنامه دکترا
برنامه دکترا یک برنامه ۵ ساله می‌باشد که هر ساله ۶۰ نفر دانشجو در هفت دوره دکترا یعنی: حسابداری، اقتصاد، امور مالی، علوم مدیریت و عملیات، بازاریابی، رفتار سازمانی و استراتژیک و مدیریت بین‌المللی می‌پذیرد.
منابع
ویکی انگلیسی
سایت دانشگاه

### رتبه‌های MBA در رده‌بندی‌های مختلف
- رتبه ۱ در دنیا بر اساس رتبه‌بندی مؤسسه تایمز مالی در سال ۲۰۰۹ (مشترکاً به همراه دانشکده مدیریت وارتون دانشگاه پنسیلوانیا)
- رتبه ۲ در دنیا بر اساس رتبه‌بندی مؤسسه تایمز مالی در سال ۲۰۰۸
- رتبه ۱ در میان دانشگاه‌های خارج از آمریکا بر اساس رتبه‌بندی مجله فربس (۲۰۰۸)
- رتبه ۳ در دنیا بر اساس رتبه‌بندی مؤسسه وال استریت ژورنال (۲۰۰۷)
- رتبه ۵ در میان دانشگاه‌های خارج از آمریکا بر اساس رتبه‌بندی مجله بیزینس ویک (۲۰۰۸)
- رتبه ۱ در دنیا بر اساس رتبه‌بندی مؤسسه سی ان ان اکپنشن (۲۰۰۸)
- رتبه ۹ در دنیا بر اساس رتبه‌بندی مؤسسه اکانامیکس اینتلیجنس یونیت (۲۰۰۸)

1. ↑  "وبگاه رسمی مدرسه کسب و کار لندن". وبگاه رسمی مدرسه کسب و کار لندن (به انگلیسی).